# Pacific 231 (album)
Pour les articles homonymes, voir Pacific 231.
Albums de Raphael
Je sais que la terre est plate
(2008) Live vu par Jacques Audiard
(2011)
Pacific 231 est le cinquième album studio de Raphael, sorti le 27 septembre 2010.  L'édition limitée est accompagnée d'un CD bonus de 3 chansons.

## Liste des titres
Toutes les paroles sont écrites par Raphael Haroche, sauf Locomotive par Dick Annegarn et Manteau jaune par Gérard Manset, toute la musique est composée par Raphael Haroche, sauf Manteau jaune par Gérard Manset.
| No  | Titre                 | Durée |
| --- | --------------------- | ----- |
| 1.  | Terminal 2B           | 2:13  |
| 2.  | Bar de l'hôtel        | 3:16  |
| 3.  | Locomotive            | 3:55  |
| 4.  | La Petite Misère      | 2:56  |
| 5.  | Manteau jaune         | 2:44  |
| 6.  | Je hais les dimanches | 3:03  |
| 7.  | Ce doit être l'amour  | 3:08  |
| 8.  | Le Patriote           | 3:18  |
| 9.  | Versailles            | 3:27  |
| 10. | Dharma blues          | 3:35  |
| 11. | Je détruis tout       | 2:42  |
| 12. | Prochaine Station     | 3:33  |
| 13. | Odyssée de l'espèce   | 2:51  |

| 14. | L’Alphabet des gens | 3:17 |
| 15. | Dépression n° 7     | 2:51 |
| 16. | La Fée              | 1:54 |

## Classements
| Pays                   | Meilleure position | Entrée          | Sortie           |
| ---------------------- | ------------------ | --------------- | ---------------- |
| France                 | 1                  | 2 octobre 2010  | 22 janvier 2011  |
| Belgique (Francophone) | 1                  | 2 octobre 2010  | 30 juillet 2011  |
| Suisse                 | 5                  | 10 octobre 2010 | 28 novembre 2011 |